# Triodonta zuzartei
Triodonta zuzartei es un coleóptero de la subfamilia Melolonthinae.

## Distribución geográfica
Habita en la península ibérica (Portugal y quizá España).